# 7558 Yurlov
7558 Yurlov eller 1982 TB2 är en asteroid i huvudbältet som upptäcktes den 14 oktober 1982 av den rysk-sovjetiska astronomen Ljudmila Karatjkina vid Krims astrofysiska observatorium på Krim. Den är uppkallad efter den ryske körledaren och kördirigenten Aleksandr Jurlov (1927–1963).